# إيرنستينا
إيرنستينا (بالبرتغالية: Clodoaldo de Oliveira‏) هو لاعب كرة قدم برازيلي في مركز الوسط، ولد في 19 مارس 1974 في Ernestina, Rio Grande do Sul ‏ في البرازيل. لعب مع نادي أفاي لكرة القدم ونادي كريسيوما.